# Delacre
Les Biscuits Delacre sont une société anonyme de droit belge et une marque de biscuits.

## Histoire

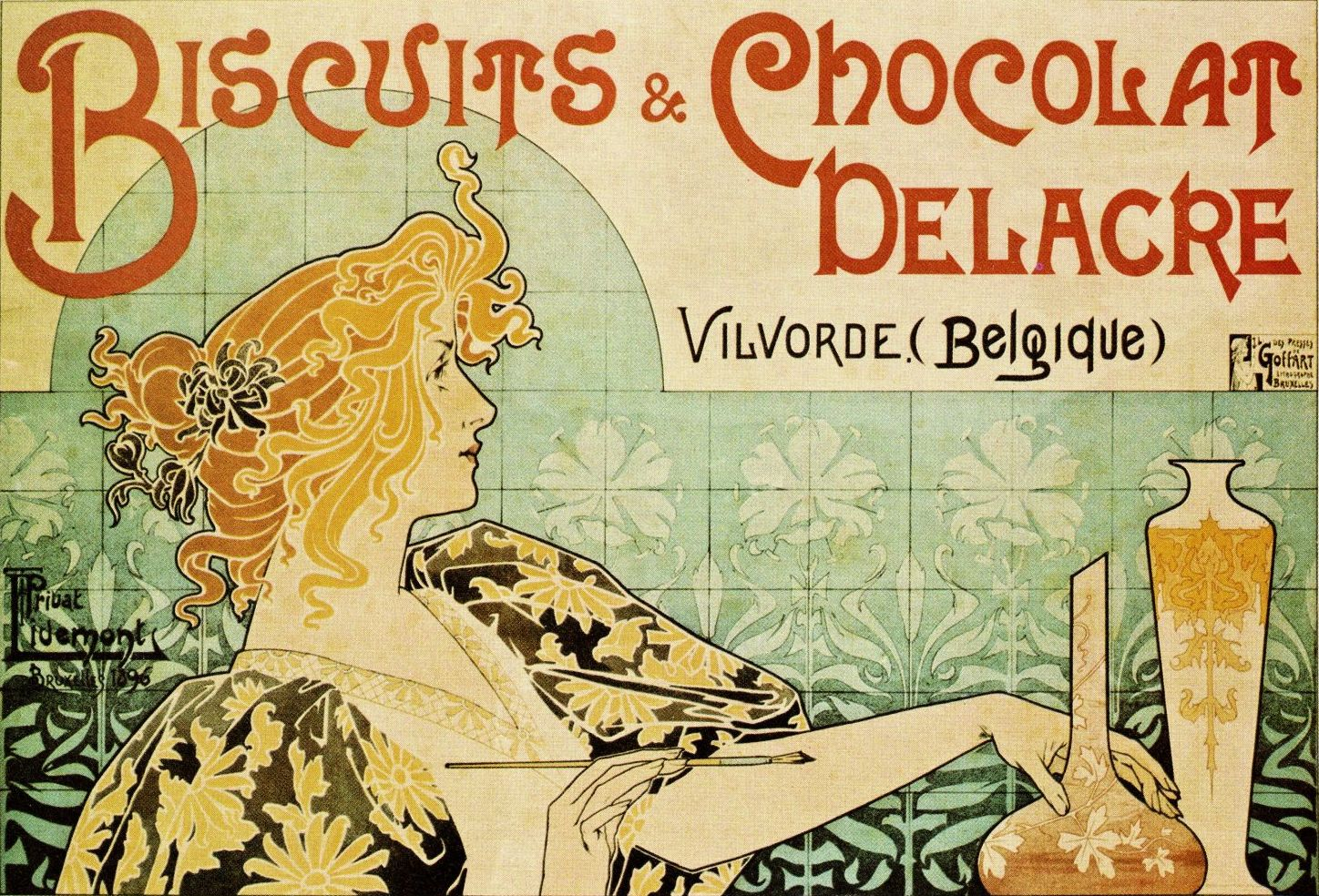
Affiche d'Henri Privat-Livemont (1896).

Jeune garçon mangeant un Délichoc, un produit de Delacre, en 1989.

En 1870, Charles Delacre, un pharmacien dunkerquois installé à Bruxelles décida de vendre du chocolat, qui était alors considéré comme un médicament fortifiant. Le succès lui permit d'ouvrir une boutique spécialement dédiée au chocolat, adjacente à sa pharmacie. En 1873, il créa une usine et déposa la marque Delacre comme un fabricant de barres de chocolat.
En 1879, la qualité de ses chocolats lui valut le titre de Fournisseur de la Cour .
En 1891, Charles Delacre ouvre une usine à Vilvorde, et développe avec des maîtres pâtissiers des biscuits fins enrobés d'un riche chocolat adaptés à l'accompagnement du thé ou du café.
En 1906, Charles Delacre transmet sa pharmacie à son fils aîné, Ambroise, et la biscuiterie au cadet, Pierre, qui poursuivit le développement de l'entreprise.
Durant la seconde moitié du XXe siècle, Delacre ouvre les usines de Lambermont et Nieppe ; celle de Vilvorde passe sous le contrôle de Campbell Soup Company puis de United Biscuits en 1998.
En 2014, United Biscuits, dont Delacre, est acquis pour près de 2,6 milliards de dollars par Yildiz, une importante entreprise agroalimentaire turque.
En octobre 2016, le groupe Ferrero achète Delacre à Yildiz pour un montant non dévoilé.

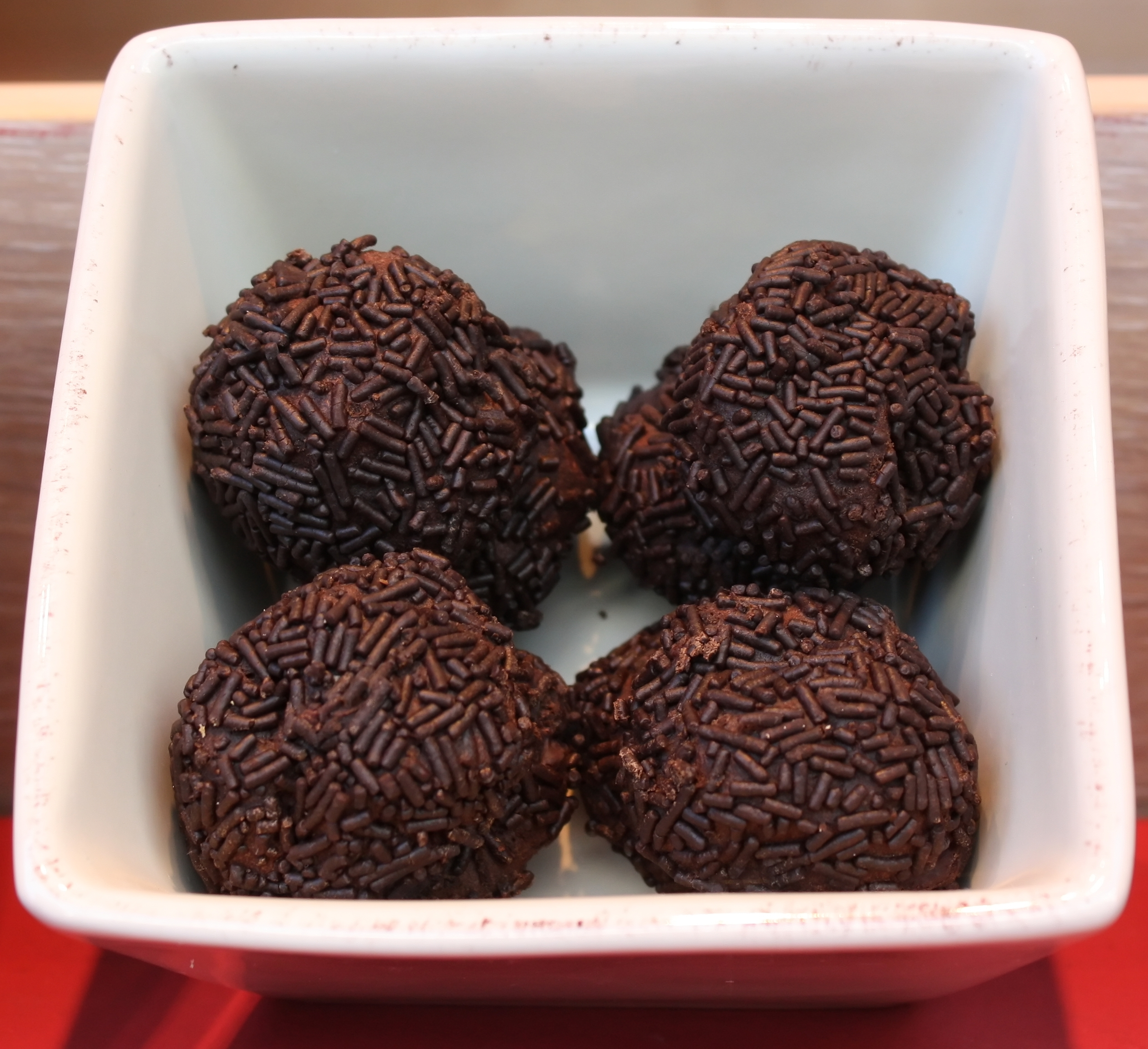
Truffes Delacre
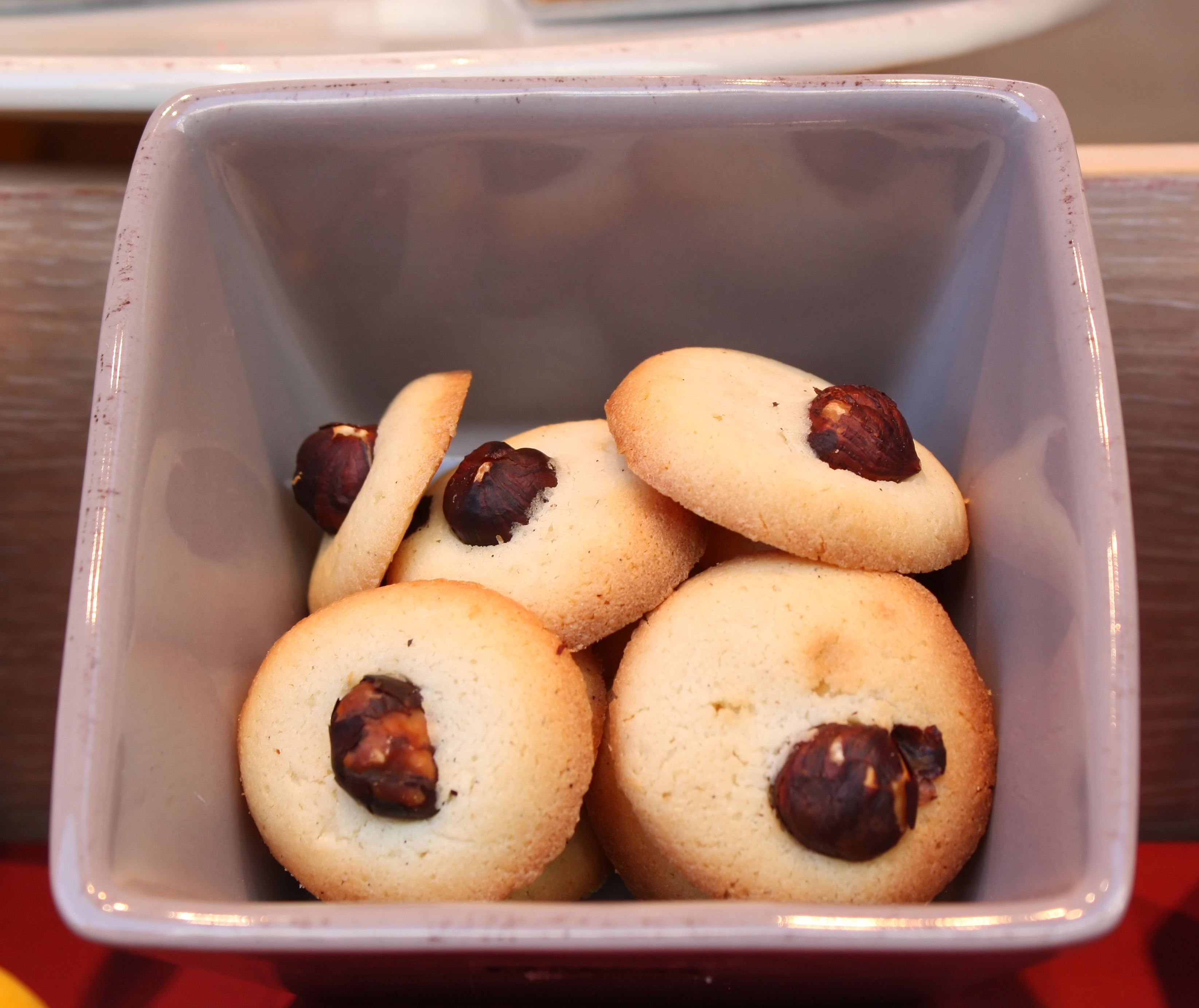
Biscuits Delacre